# Хаксоніт
Хаксоніт — мінерал, карбід заліза та нікелю, який міститься в залізних метеоритах та вуглецевих хондритах. Він має хімічну формулу (Fe,Ni)23C6, кристалізується в кубічній кристалічній системі та має твердість за шкалою Мооса 5+1⁄2 — 6.
Вперше його було описано в 1971 році та названо на честь Говарда Дж. Аксона (1924—1992), металурга з Манчестерського університету, Англія. Типовими місцезнаходженнями є метеорит Толука, Шікіпілько, Мексика, та метеорит Canyon Diablo, Аризонський кратер, округ Коконіно, Аризона, США.
Асоціюється з камаситом, тенітом, шрайберзитом, когенітом, пентландитом та магнетитом.